# Шаван (Шер)
Шаван (фр. Chavannes) насеље је и општина у централној Француској у региону Центар (регион), у департману Шер која припада префектури Сент Аман Монрон.
По подацима из 2011. године у општини је живело 187 становника, а густина насељености је износила 7,77 становника/km². Општина се простире на површини од 24,06 km². Налази се на средњој надморској висини од 170 метара (максималној 179 m, а минималној 155 m).

## Демографија
| 1962. | 1968. | 1975. | 1982. | 1990. | 1999. | 2011. |
| ----- | ----- | ----- | ----- | ----- | ----- | ----- |
| 83    | 106   | 97    | 141   | 160   | 164   | 187   |

График промене броја становника у току последњих година